# Esmat Dowlatshahi
Esmat Dowlatshahi (persiska: عصمت‌الملوک دولتشاهی), född 1905 i Teheran, Persien, död 25 juli 1995, var en qajarisk prinsessa och den fjärde hustrun till shah Reza Pahlavi, grundaren av Pahlavidynastin, mellan åren 1923 och 1944.

## Biografi
Esmat Dowlatshahi var dotter till den qajariske prinsen Gholam Ali Mirza Dowlatshahi (1878–1934, titulerad Mojalal Dowleh) och prinsessan Mobtahej od-Dowleh Morad. Hon hade två bröder och en syster, Ashraf Saltane II.
1923 gifte sig Esmat Dowlatshahi med Reza Khan, som då var krigsminister och blev Irans shah år 1925. Reza Pahlavi hade tre hustrur, men Esmat Dowlatshahi var hans favorithustru. Det var med henne han i realiteten hade ett förhållande under sin regeringstid och levde tillsammans med honom i Marmorpalatset i Teheran. Paret fick fem barn mellan 1924 och 1932. Hon hade dock ingen offentlig roll. Det var istället shahens hustru nummer två, Tadj ol-Molouk som fick spela en offentlig representativ roll som drottning.  
När Reza Pahlavi avsattes av de allierade 1941 och tvingades abdikera till förmån för sin son Mohammad Reza följde hon med honom i exil till Mauritius. Hon återvände dock till Iran efter några månader. Hon stannade kvar där efter den iranska revolutionen 1979. Året därefter besökte hon Reza Shah Pahlavis museum i Johannesburg, Sydafrika. Hon avled 25 juli 1995 i Teheran och begravdes i Behesht-e Zahra, söder om huvudstaden.
Esmat Dowlatshahi är kusin till parlamentsledamoten och kvinnorättsaktivisten Mehrangiz Dowlatshahi.